# Судна класу Vision
Клас Vision — це група з шести круїзних суден, побудованих для компаній Royal Caribbean International та Marella Cruises. Фактично це три пари кораблів-близнюків, з яких кожна пара відрізняється від інших розміром і дизайном. Два кораблі були побудовані на корабельні Kvaerner Masa-Yards у Фінляндії, тоді як інші були побудовані на верфі Chantiers de l'Atlantique у місті Сен-Назер (Франція).

## Особливості
Кораблі класу Vision були спроєктовані таким чином, щоб мати більше скляних вікон, ніж будь-які інші кораблі на той час, коли вони дебютували, і, отже, кращий краєвид на океан із внутрішніх приміщень. Кораблі класу Vision також були найшвидшими за останні 25 років завдяки їхнім дизель-електричним пропульсивним системам (першим у флоті Royal Caribbean), які дозволяли розташувати більші двигуни ближче до середини кораблів для кращого балансу ваги.

## Судна
| Судно                   | Рік будівництва | Введення в експлуатацію | Тоннаж | Порти реєстрації                                          | Примітки | Зображення |
| ----------------------- | --------------- | ----------------------- | ------ | --------------------------------------------------------- | --- | ---------- |
| Legend of the Seas      | 1995            | 16 травня 1995          | 69,130 | Монровія, Ліберія Нассау, Багамські Острови               | Модернізований у 2013 році. Проданий компанії Thomson Cruises і перейменований у 2017 році спочатку на TUI Discovery 2, потім на Marella Discovery 2.                                                         |            |
| Splendour of the Seas   | 1996            | 31 березня 1996         | 69,130 | Осло, Норвегія Нассау, Багамські Острови Валлетта, Мальта | Проданий компанії Thomson Cruises і перейменований у 2016 році спочатку на TUI Discovery, потім у 2017 на Marella Discovery.                                                                                  |            |
| Grandeur of the Seas    | 1996            | 14 грудня 1996          | 73,817 | Нассау, Багамські Острови                                 | У жовтні 2019 року було оголошено, що Grandeur of the Seas перейде до Pullmantur Cruises у 2021 році, однак через банкрутство компанії Grandeur залишився в Royal Caribbean.                                  |            |
| Enchantment of the Seas | 1997            | 13 липня 1997           | 82 910 | Осло, Норвегія Нассау, Багамські Острови                  | У 2005 році до Enchantment of the Seas було додано центральну частину довжиною 23 м, що дозволило додати басейн, підвісні мости, спеціальні ресторани, додаткові каюти та розширені зони для комфорту гостей. |            |
| Rhapsody of the Seas    | 1997            | 19 травня 1997          | 78,491 | Осло, Норвегія Нассау, Багамські Острови                  | У 2012 році було оновлено, додано кінотеатр під відкритим небом, нові заклади харчування, цифрові вивіски, доступ до Інтернету Wi-Fi, кімнати для консьєржа та діамантів, та дитячу кімнату.                  |            |
| Vision of the Seas      | 1998            | 2 травня 1998           | 78 340 | Монровія, Ліберія Нассау, Багамські Острови               | У 2013 році було додано кінотеатр під відкритим небом, нові заклади харчування, цифрові вивіски, доступ до Інтернету Wi-Fi, кімнати для консьєржа та діамантів, а також дитячу кімнату.                       |            |